# Suaza (ort)
Suaza är en ort i Colombia.   Den ligger i departementet Huila, i den sydvästra delen av landet, 300 km sydväst om huvudstaden Bogotá. Suaza ligger 944 meter över havet och antalet invånare är 2 481.
Terrängen runt Suaza är huvudsakligen kuperad, men västerut är den bergig. Suaza ligger nere i en dal. Runt Suaza är det ganska glesbefolkat, med 35 invånare per kvadratkilometer. Närmaste större samhälle är Timaná, 15,2 km väster om Suaza. Omgivningarna runt Suaza är huvudsakligen savann.